# Barbella minuta
Barbella minuta là một loài Rêu trong họ Meteoriaceae. Loài này được Lazarenko mô tả khoa học đầu tiên năm 1941.